# Cyclaspis stocki
Cyclaspis stocki är en kräftdjursart som beskrevs av Mihai Bacescu 1990. Cyclaspis stocki ingår i släktet Cyclaspis och familjen Bodotriidae. Inga underarter finns listade i Catalogue of Life.